# Epiplema warreni
Epiplema warreni är en fjärilsart som beskrevs av Rothschild 1916. Epiplema warreni ingår i släktet Epiplema och familjen Uraniidae. Inga underarter finns listade i Catalogue of Life.